# Johann Adolf Loesch von Hilkerthausen
Johann Adolf Loesch von Hilkerthausen auf Wolkersdorf († 10. April oder 3. August 1663) aus dem bayerischen Adelsgeschlecht der Lösch von Hilkertshausen war Ritter des Deutschen Ordens.

## Leben
Nachdem er am 19. Januar 1619 in Mergentheim seine Investitur empfangen hatte, wurde er 1624 Hauskomtur in Nürnberg. Von dort wechselte er 1637 als Komtur nach Oettingen.
Am 22. Juni 1651 wurde er zum Komtur von Winnenden ernannt und zugleich Ratsgebietiger der Ballei Franken.
Am 12. Mai 1655 wurde er von Winnenden aus als Komtur der Kommende Regensburg bestimmt, danach 1657 Komtur in Kapfenburg. Am 14. Juni 1657 erfolgte die Ernennung zum Statthalter der Ballei Franken und am 21. August 1658 wurde er Landkomtur der Ballei Franken sowie Komtur in Ellingen und Nürnberg. Auf die Komturei Kapfenburg verzichtete er erst 1659.